# Xylopia monosperma
Xylopia monosperma är en kirimojaväxtart som beskrevs av L.W. Jessup. Xylopia monosperma ingår i släktet Xylopia och familjen kirimojaväxter. Inga underarter finns listade i Catalogue of Life.